# Nguyễn Tấn Hưng
Nguyễn Tấn Hưng (sinh 1955) là một chính khách Việt Nam. Ông nguyên là Ủy viên Ban Chấp hành Trung ương Đảng khóa X, XI; đại biểu Quốc hội Việt Nam khóa 11, thuộc đoàn đại biểu Bình Phước, nguyên Bí thư Tỉnh ủy kiêm Chủ tịch Hội đồng nhân dân tỉnh Bình Phước.

## Quá trình hoạt động
Ông xuất thân trong một gia đình nông dân giàu truyền thống cách mạng. Ông tham gia cách mạng từ năm 1969, đến năm 1973 được kết nạp Đảng Cộng sản Việt Nam.
Từ tháng 1 năm 1969 đến tháng 3 năm 1971, ông là cơ sở mật của cách mạng tại xã Tân Khai. Từ tháng 4 năm 1971 đến tháng 4 năm 1975, ông thoát ly gia đình, nhận công tác tại Tân Khai, là đoàn viên, Tiểu đội phó rồi Tiểu đội trưởng bảo vệ Huyện ủy Hớn Quản. Từ tháng 5 năm 1975 đến tháng 12 năm 1975, là Thượng sĩ công an, bảo vệ Huyện ủy Hớn Quản. Từ tháng 1 năm 1976 đến tháng 10 năm 1979, là cán bộ Ban Tổ chức Huyện ủy, Chi ủy viên - Bí thư chi đoàn Huyện ủy Bình Long. Từ tháng 11 năm 1979 đến tháng 1 năm 1982 là Chi ủy viên, Phó Bí thư chi bộ Trường Bổ túc văn hóa huyện Bình Long. Từ tháng 1 năm 1982 đến tháng 1 năm 1985, là Huyện ủy viên, Phó ban Tổ chức Huyện ủy, Bí thư chi bộ Ban Tổ chức - Kiểm tra Huyện ủy Bình Long. Từ tháng 2 năm 1985 đến tháng 3 năm 1987, ông đi học ở Trường đảng Nguyễn Ái Quốc II (Thủ Đức, Thành phố Hồ Chí Minh). Từ tháng 4 năm 1987 đến tháng 10 năm 1989, ông là Huyện ủy viên, Phó Chủ tịch Ủy ban nhân dân huyện Bình Long. Từ tháng 11 năm 1989 đến tháng 12 năm 1991, là Ủy viên Thường vụ Huyện ủy, Phó Chủ tịch Ủy ban nhân dân huyện Bình Long. Từ tháng 1 năm 1992 đến tháng 12 năm 1996, là Phó Bí thư Huyện ủy, Chủ tịch Ủy ban nhân dân huyện Bình Long.
Từ tháng 1 năm 1997 đến tháng 12 năm 1999, ông là Tỉnh ủy viên rồi Thường vụ Tỉnh ủy, Phó Chủ tịch Ủy ban nhân dân tỉnh Bình Phước. Từ tháng 1 năm 2000 đến tháng 12 năm 2000, là Ủy viên Ban Thường vụ Tỉnh ủy, Chủ tịch Ủy ban nhân dân tỉnh Bình Phước. Từ tháng 1 năm 2001 đến tháng 4 năm 2006, là Phó Bí thư Tỉnh ủy, Chủ tịch Ủy ban nhân dân tỉnh Bình Phước, Trưởng đoàn đại biểu Quốc hội tỉnh khóa XI, Đại biểu Hội đồng nhân dân tỉnh. Từ tháng 4 năm 2006, ông được bầu vào Ban Chấp hành Trung ương Đảng, là Phó Bí thư Tỉnh ủy, Chủ tịch Ủy ban nhân dân tỉnh, Đại biểu Hội đồng nhân dân tỉnh, Trưởng đoàn đại biểu Quốc hội tỉnh khóa XI. Từ tháng 11 năm 2007 đến tháng 5 năm 2016, ông là Ủy viên Trung ương Đảng, Bí thư Tỉnh ủy, Chủ tịch Hội đồng nhân dân tỉnh Bình Phước.

## Tặng thưởng
- Huân chương Lao động hạng II.
- Huân chương Lao động hạng I.
- Bằng khen của Thủ tướng Chính phủ Cộng hòa Xã hội chủ nghĩa Việt Nam và nhiều bằng khen, giấy khen khác.